# Лещинский, Анатолий Николаевич
Анато́лий Никола́евич Лещи́нский (4 сентября 1941, Загорск, Московская область — 10 октября 2023, Москва) — советский и российский религиовед, специалист по философии религии и религиоведению, в частности государственно-конфессиональным отношениям и юрисдикционным разделениям в православии, доктор философских наук, профессор кафедры религиоведения Института социально-философских наук и массовых коммуникаций Казанского (Приволжского) федерального университета.

## Биография
Родился 4 сентября 1941 года в городе Загорске (ныне Сергиев Посад). Окончил Абрамцевскую художественную школу по специальности столяр-краснодеревщик 5 разряда. Трудовую деятельность начал в 1958 году. Перед окончанием срочной трёхгодичной службы в рядах Советской Армии поступил в 1964 году в Ивановский государственный педагогический институт — историко-филологический факультет. В 1968 году окончил его с отличием по специальности «преподаватель истории и обществоведения».
С 1969 года — научный сотрудник Загорского государственного историко-художественного музея-заповедника (создан в 1920 году на территории Троице-Сергиевой лавры), затем методист, заместитель директора по научной части. За почти 15-летний период деятельности в государственном музее не только овладел методами научно-исследовательской работы, но и приобрёл большой опыт взаимодействия с церковными структурами — монастырём, духовной академией и семинарией. По философии и религиоведческим знаниям специализировался в аспирантуре Московского областного педагогического института им. Н. К. Крупской (1976—1980) и в докторантуре на кафедре философии Ленинградского государственного университета им. А. С. Пушкина (2011—2012). Научными руководителями и консультантами были: Р. В. Пандре, А. И. Клибанов, Н. С. Гордиенко. С 1982—1998 годов работал в государственных учреждениях федерального уровня и их структурах, осуществляя связи с религиозными объединениями — Совете по делам религий при Совете министров СССР (принят в штат незадолго до перестройки в декабре 1982 года), в Министерстве культуры РФ, Министерстве обороны РФ, Администрации Президента РФ (специалист-эксперт квалификации советника Российской Федерации 2 класса). По поручению руководства Совета по делам религий, наряду с другими заданиями, занимался и подготовкой к празднованию 1000-летия Крещения Руси в 1988 году (вопросами содействия со стороны государства Русской православной церкви).
В 1984 году из города Чернигова (УССР) в Совет пришло письмо за подписью архиепископа Черниговского и Нежинского Антония (Вакарика) и более тысячи верующих Черниговской епархии с просьбой о передаче церкви св. мощей Феодосия Черниговского. Лещинский по этому вопросу был направлен в командировку. Мощи находились в местном музее. Его руководство и представители областного партийно-государственного аппарата возражали по поводу передачи. Лещинский встречался с правящим архиереем Антонием, с представителями местных гражданских властей и по возвращении в Москву подготовил справку, в которой отметил неправомерность задержки передачи мощей верующим. Справка была направлена в высокие партийно-правительственные инстанции и через некоторое время мощи были переданы из музея в Кафедральный собор Чернигова.
Непосредственное участие принимал в подготовке посещения Троице-Сергиевой лавры Премьер-министра Великобритании Маргарет Тэтчер во время ее приезда в СССР весной 1987 года. Готовил обзор религиозной ситуации в стране к встрече в Кремле 29 апреля 1988 г. М. С. Горбачёва с членами Священного Синода Русской православной церкви.
Работая в Министерстве обороны РФ, подготовил уникальную методику изучения религиозной ситуации и информационного обеспечения подразделений, осуществляющих взаимодействие с религиозными объединениями, которая успешно применялась не только в Вооруженных Силах РФ, но и использовалась Федеральной пограничной службой РФ.
В 1997 году в качестве представителя Президента РФ участвовал во встрече с Папой Римским Иоанном Павлом II во время его посещения Польши в дни празднования тысячелетия св. Адальберта в древнепольском городе Гнезно. Принимал участие в подготовке Закона Российской Федерации «О свободе совести и о религиозных объединениях» (1997). В 2003 году участвовал в качестве религиоведа, написавшего книгу о Вселенском православии, во встрече с патриархом Константинопольским Варфоломеем в Московской духовной академии.
С 1994 года член Союза журналистов РФ (его статьи, очерки и др. корреспонденции начали печататься в студенческой многотиражке «За педагогические кадры»). В 1992—1994 годах работал в Независимой народной академии культуры (Москва) редактором журнала «Триалог», а также заведующим научно-информационном отделом. Работая в академии, подготовил и, впервые за годы Советской власти и постсоветский период в России, опубликовал в 1994 году справочник о религиозных центрах и организациях России, стран СНГ и Балтии.
В 1983 году в Ленинградском государственном педагогическом институте им. А. И. Герцена защитил кандидатскую диссертацию Проблема соотношения культуры и религии в развитии общества. (Методологический аспект). В 2012 году в Ленинградском государственном университете им. А. С. Пушкина защитил докторскую диссертацию на тему Церковные разделения в православии: социальная обусловленность и типология по специальности (код 09.00.14) «философия религии и религиоведение». Официальные оппоненты: доктор философских наук С. И. Иваненко, доктор исторических наук, профессор М. И. Одинцов, доктор социологических наук, доцент М. Ю. Смирнов. Ведущая организация: Институт Европы Российской академии наук. В качестве официального оппонента выступал на защитах диссертаций: в Академии общественных наук (Москва), Московском государственном университете им. М. В. Ломоносова, Российской академии государственной службы при Президенте РФ, Тульском государственном педагогическом университете им. Л. Н. Толстого и в Ленинградском государственном университете им. А. С. Пушкина. С 1992 года начал преподавать в вузах Москвы: Приборостроительном институте, Институте деловых коммуникаций. С 1999—2014 годов преподавал в Российском государственном социальном университете на кафедрах социальной философии, религиоведения, теологии, гуманитарных наук — доцент, затем профессор. Является членом Независимого экспертного религиоведческого совета (НЭРС) и членом Диссертационного совета Д 212.081.33 Казанского федерального университета. Разрабатывал и читал вузовские лекционные курсы: «Философия», «Этика», «История религий», «Религиоведение», «История поместных православных церквей», «Каноническое право», «Эволюция религии в современном мире», «Государственно-конфессиональные отношения», «Актуальные проблемы межрелигиозного диалога».
Автор более 100 научных работ, в том числе 11 монографий и книг, а также около200 статей в словарно-справочных и энциклопедических изданиях от Православие (1987) до Религиоведение (2006), Энциклопедии религий (2008) и Энциклопедического словаря социологии религии (2017). Опубликовал несколько учебно-методических работ, в том числе: Государственно-конфессиональные отношения в России: история и современность (2005). В учебном пособии Свобода совести и государственно-конфессиональные отношения (2016) впервые в подобного рода учебной литературе раскрыл региональный аспект, то есть вопросы государственно-религиозных отношений в исламском мире, в частности на территориях Волжской Булгарии, Золотой орды и Казанского ханства.
Министерством культуры РСФСР награжден нагрудным значком «За отличную работу». В сентябре 2016 года награждён двумя благодарственными грамотами: ректором Казанского федерального университета И. Р. Гафуровым за многолетнюю добросовестную научно-педагогическую деятельность и директором Института социально-философских наук и массовых коммуникаций КФУ М. Д. Щелкуновым за плодотворную деятельность по подготовке высококвалифицированных кадров в области религиоведения.
Скончался 16 октября 2023 года на 83-м году жизни.

## Научная деятельность
Многочисленные труды А. Н. Лещинского тематически можно объединить одним названием «О православии и о государственно-конфессиональных отношениях», а по содержанию разделить на три направления.
В первое входят публикации по философии памяти. Исследуя материалы по истории Лавры Преподобного Сергия Радонежского (1314—1392), он отмечает, что в исторической памяти в периоды коренных общественных изменений и значительных событий происходили утраты добродетельных начал. Забвение претерпевала и проповедованная игуменом идея единства. По убеждению Лещинского, в исторической памяти необходимо сохранять и далее приумножать «нравственный запас» (В. О. Ключевский), доставшийся российскому обществу и государству от Сергия Радонежского — великого подвижника, философа, трудолюбивого и добродетельного человека, призывавшего жить в мире и согласии.
Во втором направлении — труды по изучению формирования отношений государства к религии и церкви и воззрения на эти отношения в теологии, философии, социально-политических учениях. В российских государственно-церковных отношениях исследователь на основе сформулированных критериев выявляет несколько периодов и в них подпериоды. Происходит и последовательная смена моделей государственно-церковных отношений, а именно трёх — идентификационной (модель государственной церкви) в досинодальный и синодальный периоды; сепарационной (церковь отделена от государства) в советский период; кооперационной (при отделенности религиозных объединений и их равенстве перед гражданским законом осуществляется взаимодействие государства с ними во благо развития общества) — в постсоветском периоде.
В публикациях третьего направления исследуется проблема единства церкви, влияние социумных детерминант на юрисдикционные дифференциации в церкви, появление в ней альтернативных юрисдикций (по богословской терминологии — расколов). В работах представлена современная география распространения поместных церквей Вселенского православия и отошедших от них юрисдикций. Актуальные проблемы единства церкви и вопросы церковных разделений впервые изучаются на основе системного анализа и методологии, принятой в социальной философии и современном религиоведении.
В научных трудах большое внимание уделяется исследованию факторов, влияющих на возникновение церковных дифференциаций. Разработана научно обоснованная типология дифференциаций в православии. Представлена характеристика четырёх типов церковных разделений: Вселенское православие, параллельные структуры, альтернативное православие и историческое сектантство, которая является оригинальной, вполне аргументированной и имеющей эвристическую ценность. По мнению доктора социологических наук Смирнова М. Ю., вселенское православие в разработанной типологии представляется «в виде своего рода религиозной метасистемы, в рамках которой происходит постоянное развитие православных юрисдикций как динамичных подсистем». Формулируется определение «альтернативное православие». Типологизируется и все многообразие направлений и юрисдикций альтернативного православия. Выделяется 6 подтипов объединений — от дореформенных до реформированных. В каждом из них анализируются типолого-классификационные характеристики. Исходя из философии взаимосвязей и взаимодействия явлений социума, для решения проблем единства исследователь предлагает диалог. Глубоко изучил изменяющуюся в России с рубежа 80-90 годов XX в. религиозную ситуацию, внеся вклад в разработку философско-религиоведческой и социологической концепции религиозной ситуации. Изучая современные религиозные движения остановился на богородичном движении и его организации — Православной церкви Божией Матери Державная. Исследуя её особенности: причины возникновения, процесс формирования, деятельность духовного лидера, учения, богослужебной практики, организационной структуры, формулирует вывод о том, что, образованную на рубеже 80-90-х годов XX века религиозную организацию, можно отнести к современному либеральному христианству с присущими ему реформаторскими тенденциями.
По форме публикации можно разделить на исследовательские — монографии и статьи в сборниках материалов многочисленных научных международных и отечественных конференций, на которых с докладами выступал Лещинский, а также в словарно-энциклопедических изданиях; учебно-методические работы; популярные публицистические очерки, беседы и интервью. Научные взгляды изложены также в сборниках трудов, выпущенных в канадском и немецких (академических) издательствах.

## Публикации

### Научные труды

#### Диссертации
- Лещинский А. Н. Соотношение культуры и религии в развитии общества. (Методологический аспект) (1983) — на соискание ученой степени кандидата философских наук.
- Лещинский А. Н. Церковные разделения в православии: социальная обусловленность и типология (2012) — на соискание учёной степени доктора философских наук.

#### Монографии
- Лещинский А. Н. Православие в наши дни (под литературной фамилией Бессонов М. Н.). — М., 1990. — 303 с.
- Лещинский А. Н. Лавра Преподобного Сергия и Академия в ней. — Сергиев Посад, 1993. — 206 с. с илл.
- Лещинский А. Н. Религиозные организации, центры и региональные структуры: Москва, Россия, страны СНГ и Балтии. Справочник. — М., 1994. — 128 с.
- Лещинский А. Н. Особенности богородичного движения в России (Из опыта социально-философского анализа). Монография. М., 2005. — 220 с.
- Лещинский А. Н. Православие: единство и разделения (социумные детерминанты, типология, противоречия и тенденции). Монография. — М., 2011. — 226 с.
- Лещинский А. Н. Церковные разделения в православии: социальная обусловленность и типология. Монография. — Саарбрюккен, Akademikerverlag Sanktum, 2013. — 408 с.
- Лещинский А. Н. Проблема единства церкви. Монография. Изд. 2-е. — М., 2015. — 366 с.
- Лещинский А. Н. Проблема единства церкви. Монография. Изд. 3-е. — Канада, Published in Canada by Altaspera Publishing & Literary Agency Inc., 2015. — 386 с.
- Лещинский А. Н. О православии, Лавре Преп. Сергия и о государственно-церковных отношениях: Религиоведческие исследования, очерки и беседы. — Канада, Altaspera Publishing & Literary Agency Inc., 2016. — 434 с.
- Лещинский А. Н. Православие: о его единстве и отношениях с государством. Религиоведческие исследования и очерки. — Германия. LAP LAMBERT Academic Publishing, 2016. — 683 с.

#### Брошюры
- Лещинский А. Н. Время новых подходов. О советских государственно-церковных отношениях. — М., 1990. — 80 с.
- Лещинский А. Н. Религия в СССР. АПН отвечает на письма о правах человека в СССР. — М., 1990. — 74 с.
- L`agence de presse Novosti repond aux letters concernant ies droits de l`homme en URSS / Anatoli Lechtchinski. — Moscou: Ed. de L`agence de presse Novosti, 1990. — 74 c.: ил. Портр. (переведена на 11 яз., среди которых англ., фр., нем., дат., швед., фин., греч., ит., серб., болг., исп.).
- Лещинский А. Н. (под литературной фамилией Бессонов М. Н.) Собор 1988 г. и современные тенденции в русском православии. — М., 1988. — 33 с.

#### Статьи
- Лещинский А. Н. Экскурсия как общение. Некоторые вопросы социально-психологических основ пропаганды памятников культуры // Музей и современность, Вып. II. — М., 1976.
- Лещинский А. Н. (под литературной фамилией Бессонов М. Н.) «Русская православная церковь и 1000-летие „крещения Руси“» // Православие в Карелии: история и современность. Петрозаводск: Карелия. — 1987.
- Лещинский А. Н. Монастырь Иосифа Волоколамского // Религии СССР. — 1989. — № 6.
- Лещинский А. Н. Передача реликвии в Оптину Пустынь (под литературной фамилией Николаев М.)» // Журнал Московской Патриархии. — 1989. — № 5.
- Лещинский А. Н. Да не забвено будет… // Журнал Московской Патриархии. — 1991. — № 3.
- Лещинский А. Н. Преподобный Сергий Радонежский и святые места России. // Журнал Московской Патриархии. — 1992. — № 10.
- Лещинский А. Н. Российская Марианская Церковь. // Религия, церковь в России и за рубежом. — 1995. — № 5.
- Лещинский А. Н. Свобода совести и права военнослужащих. // Свобода совести и права человека в Российской Федерации. Материалы парламентских слушаний. — 1995.
- Лещинский А. Н. О некоторых аспектах религиозной обстановки и государственно-церковных отношений в Санкт-Петербурге». // Благовест-Инфо.- 1996. — № 28-29.
- Лещинский А. Н. К проблеме изучения религиозной ситуации в России. // Россия. Духовная ситуация времени. — М.: Издательство МГСУ «СОЮЗ», 2000, № 3-4.
- Лещинский А. Н. К концепции преподавания религиоведения. // Проблемы преподавания и современное состояние религиоведения в России. Материалы конференций. — М.: 2000—2001, «Рудомино». 2002. — С. 39-43.
- Лещинский А. Н. Что стоит за понятием „традиционная религиозная организация“: содержание и сферы применения. // Свобода вероисповедания, государственно-конфессиональные отношения и протестантизм в России. «Круглый стол» в Измайлово, 16 января 2002 г. — М.: Институт свободы совести. 2002. — С. 72-76.
- Лещинский А. Н. Религиозная ситуация в России: изменения, тенденции и противоречия. // В сборнике Свобода совести в России: исторический и современный аспекты. — М.: Российское объединение исследователей религии. 2004. — С. 222—230.
- Лещинский А. Н. Альтернативное православие (к постановке проблем изучения). // Ломоносовские чтения 2006: Россия в XXI в. и глобальные проблемы современности / Научная конференция . Сборник докладов / Под общей ред. проф. Л. Н. Панковой. — М.: ТЕИС, 2006. — С. 55-57.
- Лещинский А. Н. Альтернативное православие в религиозной ситуации России. // Свобода религии, нравственность и ответственность в Российском обществе. — Заокский: «Источник жизни», 2006. — С. 229—237.
- Лещинский А. Н. О некоторых предпосылках формирования Законодательства РФ о свободе совести в изменяющейся России. // Права человека в России и за рубежом. Материалы международной научно-практической конференции. — Пенза: МНЭПУ, 2007. — С. 233—244.
- Церковные разделения в Лещинский А. Н. Православии на рубеже ХХ—ХХI вв. (религиоведческий анализ). // Государство, общество, церковь в истории России XX века. Материалы VII Международной научной конференции 13-14 февраля 2008 г. — Иваново: ИГУ, 2008. — С. 127—129.
- Лещинский А. Н. Типология церковных разделений в современном православии. // Классификация религий и типология религиозных организаций. — М.: Изд. дом «АТИСО», 2008. — С. 96-105.
- Лещинский А. Н. Религия в изменяющейся России. // Учёные записки. — М.: РГСУ, 2008, № 1. — С. 138—139.
- Лещинский А. Н. Православие: типология церковных разделений. // Учёные записки. — М.: РГСУ, 2009. № 1. — С. 110—118.
- Лещинский А. Н. Параллельные структуры в православии: генезис и противоречия в отношениях с Поместными церквами. // Религиоведение. — 2009. — № 2.
- Лещинский А. Н. Особенности отношения государств и международных правовых организаций к расколам в современном православии. // Релiгiйна свобода. Збiрник наукових статей з теми «Свобода релiгiï i демократiя: старi i новi виклики». Киев. 2010. № 15. С. 175—181.
- Лещинский А. Н., Погасий А. К. Классификация церковных разделений в христианстве. // Религиоведение. — 2010. — № 2.
- Лещинский А. Н. Особенности отношений современных государств к свободным церковным структурам в православии. // Религия и право: научный и образовательный аспекты. Сборник научных статей. — Казань: Изд. Дом «Меддок», 2010. С. 197—205.
- Лещинский А. Н. Государственно-конфессиональные отношения в контексте изучения расколов в современном православии. // Государство, религия, церковь в России и за рубежом: научно-теоретическое приложение к журналу РАГС «Вопросы религии и религиоведения». Вып. 2: Исследования [Текст]: сборник. сост. и общ. ред. В. В. Шмидта, И. Н. Яблокова при участии Ю. П. Зуева, З. П. Трофимовой. Книга 1(II): Религиоведение в России в конце XX—начале XXI в. — М.: ИД «МедиаПром», 2010. С. 157—164.
- Лещинский А. Н. Расколы в православии и отношение к ним международных правовых организаций. // Государство, общество, церковь в истории России XX века. (Материалы XIII Международной научной конференции, Иваново, 20-21 февраля 2014 г.). Часть 1. // Иваново: Издательство «Ивановский государственный университет», 2014. С. 3-9.
- Лещинский А. Н. Государство и Русская православная церковь в годы перемен — 1-я пол. XX в. (В трудах протопресвитера Георгия Шавельского). // Государство, общество, церковь в истории России XX века. (Материалы XIV Международной научной конференции, Иваново, 18-19 марта 2015 г.). Часть 1. // Иваново: Издательство «Ивановский государственный университет», 2015. С. 178—184.
- Лещинский А. Н. Религиозная ситуация и государственно-конфессиональные отношения в изменяющемся социуме. // Свобода совести в России: Исторические и современные аспекты. — Сборник статей. — Владивосток: Дальневосточный Федеральный Университет, 2015. — С .30-38
- Лещинский А. Н. К итогам изучения проблемы единства церкви и юрисдикционных разделений в ней. // Религия и/или повседневность: материалы IV Междунар. науч.-практ. конф., Минск, 16-18 апр. 2015. Минск: РИВШ, 2015. — С. 370—376.
- Лещинский А. Н. «Историческая память в периоды коренных социальных изменений и значительных событий (По материалам Троице-Сергиевой лавры)». // Диалог мировоззрений: историческая память в условиях общественных изменений. Материалы ХIII Международного симпозиума 27-29 мая 2015. Нижний Новгород, РАНХиГС — Нижегородский институт управления, 2016. — С. 166—172.
- Лещинский А. Н. «Государственно-конфессиональные отношения в России: периодизация и смена моделей». // Государство, общество, церковь в истории России XX—XXI веков. Материалы Международной научно-практической конференции. Иваново: Издательство ИГУ. Ч. 1, 2016. — С.10-15.
- Лещинский А. Н. Миссионерская деятельность и церковные разделения. // Религиозные миссии на общественной арене: российский и зарубежный опыт. (Коллективная монография). М.: ИЕ РАН, 2016. — С. 46-51.
- Лещинский А. Н. Предсоборные совещания Вселенского православия о единстве церкви. // Гуманитарные науки в XXI веке: научный интернет журнал. Издательство: Казанский государственный архитектурно-строительный университет (Казань): 2016. — № 6. — С. 91-109.
- Лещинский А. Н. «Государственно-конфессиональные отношения: теоретико-методологические основы преподавания и учебного пособия». // Академические исследования и коцептуализация религии в XXI веке: традиции и новые вызовы. Сборник материалов Третьего конгресса исследователей религии. В 6-ти томах. Том 4. Владимир: Владимирский государственный университет, 2016. — С. 268—285.
- Лещинский А. Н. «Значение для современных религиоведческих исследований трудов протопресвитера Георгия Шавельского (1871—1951)» // Религия и История: материалы V Международной научно-практической конференции, 20-22 апреля 2017 г., Минск, Республика Беларусь / под ред. С. И. Шатравского. Минск: Издательский центр БГУ, 2017. — С. 201—205.
- Лещинский А. Н. «Церковь и государство: оценки взаимодействия в трудах протопресвитера Георгия Шавельского (1871—1951)». // Материалы ХVI Международной научной конференции «Государство, общество, церковь в истории России XX-XXI веков» (Иваново, 5-6 апреля 2017 г.). Часть 1. Иваново: Изд. ИГУ, 2017. — С. 157—161.
- Лещинский А. Н. «Концепция религиозной ситуации». — С. 150—151. // Энциклопедический словарь социологии религии. СПб.: Платоновское философское общество, 2017.
- Лещинский А. Н. «Пругавин А. С.» — С. 246—247. // Энциклопедический словарь социологии религии. СПб.: Платоновское философское общество, 2017.
- Лещинский А. Н. «Функции религиозных организаций». — С. 472—473. // Энциклопедический словарь социологии религии. СПб.: Платоновское философское общество, 2017.
- Лещинский А. Н. «Государственно-церковные органы в России (1917—2017): общее и особенное». // Религия и письменность как факторы формирования славянской культуры. Сборник материалов XXIII Международных Кирилло-Мефодиевских Чтений (г. Минск, 22-26 мая 2017 г.). Минск: Минск. ДА, 2018.
- Лещинский А. Н. «Трансформация государственно-церковных органов в России (1917—2017)». // Россия в эпоху революций 1917—2017 гг.: опыт осмысления российского самосознания. Сборник материалов Всероссийской научно-практической конференции (Санкт-Петербург, 6-8 декабря 2017 г.). — СПб.: СПб. НИУИТМО, 2018. — С. 168—172.
- Лещинский А. Н. «Церковь, революция и Белое движение (в трудах богослова, историка церкви протопресвитера Георгия Шавельского (1871—1951)». // Сборник материалов XVI Международной научно-богословской конференции «Богословие и светские науки: традиционные и новые взаимосвязи», посвященную 100-летию восстановления Патриаршества, проведения Поместного Собора и начала гонений на Русскую Православную Церковь, 175-летию основания Казанской духовной академии. Казань: КДС, 2018.
- Лещинский А. Н. «Церковные дифференциации в православии (к результатам религиоведческого исследования)». // Религиоведческий альманах. М.: МГУ, 2018. — С. 137—148.
- Лещинский А. Н. «Церковь и правительство Белого движения на Юге России: особенности взаимодействия». // Государство, общество и церковь. Сборник материалов Международной научно-практической конференции. Иваново: ИГУ, 2018. — С. 98-103.
- Лещинский А. Н. «Предмет „Актуальные проблемы межрелигиозного диалога“ в системе вузовского образования (религиоведческого и теологического направлений): предпосылки введения, структура и содержание». // Народные духовные традиции и современность. Материалы Межрегиональной научно-практической конференции 11-12 мая 2018 г. в Марийском научно-исследовательском институте языка, литературы и истории имени В. М. Васильева. — Йошкар-Ола, 2018.
- Доклад «Государственно-конфессиональные отношения: от конфронтации к взаимодействию» Лещинского Анатолия Николаевича, доцента кафедры философии РГСУ, на Всероссийской научно-практической конференции Секуляризм и религиозная свобода — противостояние или партнерство, Институт Европы РАН, Москва, 13 декабря 2012 г.

#### Учебно-методические пособия
- Лещинский А. Н. Религиоведение. Учебно-методические материалы. М.: изд. МГСУ «Союз», 2001. — 48 с.
- Лещинский А. Н. Религиоведение. Учебно-методические и справочные материалы. М.: МЮИ, 2003. — 64 с.
- Лещинский А. Н. Государственно-конфессиональные отношения в России: история и современность. Учебное пособие. Дедовск: 2005. — 135 с.
- Лещинский А. Н. Свобода совести и государственно-конфессиональные отношения. Учебное пособие. Казань: КФУ, 2016. — 240 с.

#### Рецензии
- Лещинский А. Н. «От раскола до раскола» [Рец.]. Слесарев А. В. Старостильный раскол в истории Православной Церкви (1924—2008). М.: Изд-во Крутицкого Патриаршего подворья, 2009. // НГ религии. — 2009. — № 21(259). С. 7.

#### Научное редактирование
- Христианство. Словарь. М.: «Республика», 1993.

### Публицистика
- Лещинский А. Н. (под литературной фамилией Бессонов М. Н.) «Реставраторы — в Даниловом монастыре». // Собеседник. 1986. — № 4. — С. 61-63.
- Лещинский А. Н. «Преподобный Сергий Радонежский в жизни митрополита Московского Платона». // Колокол. Сергиев Посад: 1992. — № 40. — С. 6.
- Лещинский А. Н. «Государство и религиозные объединения: сотрудничество необходимо и возможно». // Колокол. Сергиев Посад: 1993. — № 11. — С. 6.
- Лещинский А. Н. «Закон о свободе вероисповеданий заметно улучшен, но неудовлетворенность им пока остается». // Свет Евангелия, 1997. 20-26 апреля. — № 16. — С. 7.
- Лещинский А. Н. «Свято место пусто не бывает. „Нетрадиционные“ религии осваивают российский ареал». // Панорама, Вестник Российского информационного агентства «Новости». М.: 1996. — № 17. — C. 17-26.
- Лещинский А. Н. «Русская церковь: от разделения к единству». Передача «Не так» на радиостанции «Эхо Москвы», 19.05.2007.
- Лещинский А. Н. «Хитон, разорванный на части». // НГ-Религии. 13 февраля 2008. — № 1. — С. 7
- Лещинский А. Н. «Черногорский раскол». // НГ-Религии. 2009. — № 16. — С. 5.
- Лещинский А. Н. «От анафемы к диалогу». // НГ-Религии, 2009. — № 14. — С. 5.
- Лещинский А. Н. «Страсбургский суд как межправославный арбитр». // НГ-Религии. 2009. — № 4. — С. 4-12
- Лещинский А. Н. «Православие в „ассортименте“». // НГ-Религии. 2010. — № 6. — С. 6.
- Лещинский А. Н. «Маргарет Тэтчер в „золотой клетке“ РПЦ». // НГ-Религии. 17.04.2013.
- Лещинский А. Н. «Смена вех вероисповедной политики. Трансформация органов государственно-церковного взаимодействия в России». // НГ-Религии. — 05.07.2017.